# بنجامين هولت
بنجامين ليروي هولت (1 يناير 1849 – 5 ديسمبر 1920)، رجل أعمال ومخترع أمريكي، حصل على براءة اختراع وصنّع أول جرّار عملي يعمل بنظام الجنزير المدرج. يُستخدم هذا النوع من السلاسل المستمرة في المركبات الزراعية والهندسية الثقيلة لتوزيع الوزن على مساحة كبيرة، مما يمنع المركبة من الغوص في الأرض اللينة. أسس مع إخوته شركة Holt Manufacturing Company.

## وصلات خارجية
- بنجامين هولت على موقع الموسوعة البريطانية (الإنجليزية)